# فهرست فرودگاه‌های گوادلوپ

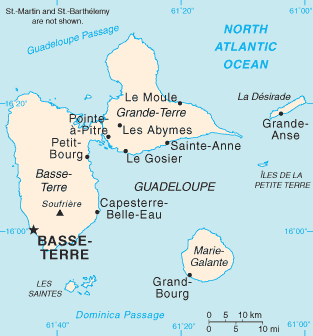
Map showing the islands of Guadeloupe.

این مقاله شامل فهرست فرودگاه‌های جزیره گوادلوپ است که بر پایهٔ مکان قرارگیری آن‌ها مرتب شده است.

## فرودگاه‌ها
| شهر            | جزیره                       | کد فرودگاهی ایکائو | کد فرودگاهی یاتا | نام فرودگاه                                                        | کاربری     | مختصات                                                         |
| -------------- | --------------------------- | ------------------ | ---------------- | ------------------------------------------------------------------ | ---------- | -------------------------------------------------------------- |
| Baillif        | باس-تر                      | TFFB               | BBR              | Baillif Airport                                                    | Restricted | ۱۶°۰۰′۳۸″ شمالی ۰۶۱°۴۴′۳۲″ غربی / ۱۶٫۰۱۰۵۶°شمالی ۶۱٫۷۴۲۲۲°غربی |
| Grande-Anse    | La Désirade                 | TFFA               | DSD              | La Désirade Airport (or Grande-Anse Airport)                       | Restricted | ۱۶°۱۷′۴۹″ شمالی ۰۶۱°۰۵′۰۴″ غربی / ۱۶٫۲۹۶۹۴°شمالی ۶۱٫۰۸۴۴۴°غربی |
| Grand-Bourg    | Marie-Galante               | TFFM               | GBJ              | فرودگاه ماری-گالانت (or فرودگاه ماری-گالانت)                       | همگانی     | ۱۵°۵۲′۰۷″ شمالی ۰۶۱°۱۶′۲۰″ غربی / ۱۵٫۸۶۸۶۱°شمالی ۶۱٫۲۷۲۲۲°غربی |
| پوئنت-ا-پیتر   | Grande-Terre                | TFFR               | PTP              | فرودگاه بین‌المللی پوانت آ پیتر (or فرودگاه بین‌المللی پوانت آ پیتر) | همگانی     | ۱۶°۱۵′۵۱″ شمالی ۰۶۱°۳۱′۳۳″ غربی / ۱۶٫۲۶۴۱۷°شمالی ۶۱٫۵۲۵۸۳°غربی |
| Saint-François | Grande-Terre                | TFFC               | SFC              | Saint-François Airport                                             | همگانی     | ۱۶°۱۵′۲۸″ شمالی ۰۶۱°۱۵′۴۵″ غربی / ۱۶٫۲۵۷۷۸°شمالی ۶۱٫۲۶۲۵۰°غربی |
| Terre-de-Haut  | Terre-de-Haut (Les Saintes) | TFFS               | LSS              | Les Saintes Airport (or Terre-de-Haut Airport)                     | Restricted | ۱۵°۵۱′۵۲″ شمالی ۰۶۱°۳۴′۵۰″ غربی / ۱۵٫۸۶۴۴۴°شمالی ۶۱٫۵۸۰۵۶°غربی |